# Cattedrale di Nostra Signora del Rosario (Rosario)
La basilica cattedrale di Nostra Signora del Rosario (in spagnolo: basílica catedral de Nuestra Señora del Rosario) è un edificio di culto cattolico sito nella città di Rosario, in Argentina. È la chiesa principale dell'arcidiocesi di Rosario.

## Storia e descrizione
Una prima chiesa fu costruita nel 1731, pochi anni dopo la fondazione della città, mentre la statua della Madonna del Rosario venne fatta arrivare da Cadice, in Spagna solamente nel 1773. Tra il 1753 ed il 1756 la chiesa fu completamente ricostruita. Nel 1834 l'edificio fu trasformato dal progetto dell'architetto Timoteo Guillón che realizzò il portico, le due torri a coronamento della facciata e gli interni a navata singola.
Negli anni ottanta del XIX secolo l'architetto italiano Giovanni Battista Arnaldi, nativo di Porto Maurizio, apportò una serie di modifiche al portico ed elevò le torri. In aggiunta costruì il transetto, la crociera, la cupola soprastante ed il battistero. L'altare maggiore in marmo di Carrara venne importato dall'Italia nel 1898. La cripta sotterranea, dove venne poi posta l'immagine della Vergine, fu realizzata dagli architetti Gerbino y Schwarz nel 1923. L'aspetto odierno della chiesa le fu conferito nel 1927, quando furono apportati una serie di ulteriori interventi alla facciata ed alla torre campanaria.
Con l'istituzione da parte della Chiesa cattolica della diocesi di Rosario il 20 aprile 1934 la chiesa fu elevata al rango di cattedrale, mentre il 7 ottobre 1966 fu dichiarata basilica minore.